# William Sichel
William Morley Sichel (né le 1er octobre 1953 à Welford, dans le Northamptonshire) est un coureur d'ultrafond écossais, détenteur de plusieurs records du monde.

## Biographie
William Sichel est diplômé en sciences de l'Université de Londres en 1976. C'est un coureur d'ultra-distance international et il a la particularité d'avoir remporté ses premières courses de 100 km, 24 heures, 3 Jours, 6 jours, 7 Jours et 8 Jours. Il est numéro un mondial sur les six jours en 2006 et a représenté la Grande-Bretagne onze fois depuis 1996. Sichel est un ancien champion britannique de 100 km, champion du monde de 100 km pour son groupe d'âge et recordman du monde pour l'endurance sur tapis roulant. Depuis 1982, il vit sur l'île de Sanday dans l'archipel des Orcades.
William Sichel remporte les six jours de Monaco en 2006 et 2007, et en 2006 également, fini en 7e position à l'ultramarathon de Badwater (135 miles, soit 217 km) dans la Vallée de la Mort, en Californie, en un temps record pour un coureur britannique, devenant ainsi le premier écossais à compléter l'événement,. En 2007, il devient détenteur du record de 48 heures pour l’Écosse et réalise la meilleure performance britannique depuis 1998 dans le Spartathlon en Grèce.
En 2008, Sichel établit le record écossais des 6 jours sur piste en parcourant 857,07 km et gagne la course de Hamm en Allemagne.
En 2009, il parcourt 214,006 km lors de l'épreuve des 24 heures aux Championnats du Commonwealth de course en montagne et ultradistance 2009. Il termine 11e et remporte la médaille de bronze par équipes,.
Dans les 1 000 miles de la coupe du monde à Athènes tenue en mars 2010, Sichel prend la deuxième place, mais est premier dans son groupe d'âge et établit le record du monde en 13 jours, 20 heures, 8 minutes et 1 seconde, avec en moyenne plus de 116 km (2,8 marathons) par jour. Sichel est devenu le britannique le plus âgé à avoir complété 1 000 miles en moins de 16 jours. Il établit également les records du monde dans son groupe d'âge intermédiaire pour les 6 Jours et 1 000 km. La dernière fois qu'un coureur britannique termine une course de 1 000 miles en moins de 16 jours est en 1991.
En mai 2011, William Sichel réalise un record des 6 jours sur route en Grande-Bretagne de 834,19 km (518,34 miles) lors de sa victoire de la course internationale à Balatonfured. Toujours en 2011, dans les 8 Jours No Finish Line de Monaco (qui a plus de 6 000 participants), il remporte l'épreuve, établit un nouveau record du parcours et devient la première personne à couvrir plus de 1 000 km pendant cette saison,.
En 2014, Sichel participe à la plus longue course certifiée du monde - la course Self-Transcendence 3 100 miles à New York. Il termine en 50 jours, 15 heures, 6 minutes et 4 secondes pour devenir la première personne de Grande-Bretagne à compléter l'événement en moins de 52 jours et aussi la première personne, âgée de plus de 60 ans, à terminer la course depuis son inauguration en 1997,.
Il mène à bien toutes ces réalisations malgré le fait d'avoir déjà eu un cancer.
Sichel est le directeur fondateur de la Sanday Development Trust de 2004 à 2011 et est nommé citoyen de l'année de l'archipel des Orcades en 2006 et 2007.

## Records personnels
Statistiques de William Sichel d'après la Deutsche Ultramarathon-Vereinigung (DUV) :
- 50 km : 3 h 25 min 56 s aux 100 km sur route IAU WC Winschoten en 1995 (50 km split)
- 100 km : 7 h 7 min 49 s aux 100 km sur route Nuit de Flandre de Torhout en 1996
- 6 heures : 76,009 km aux 6 h sur piste Challenge George Littlewood en 2001
- 12 heures : 141,501 km aux 12 h sur piste de Boston en 2001
- 24 heures : 246,704 km aux 24 h sur route Self-Transcendence de Bâle en 2000
- 48 heures : 344,267 km aux 48 h en salle de Brno en 2007
- 6 jours : 857,070 km aux 6 j sur piste de Hamm en 2008
- 8 jours : 1 002,290 km aux 8 j « No Finish Line » à Monaco en 2011
- 1 000 km : 8 j à la coupe du monde à Athènes en 2010 (1 000 km split)
- 1 000 miles : 13 j 20 h 8 min 1 s à la coupe du monde à Athènes en 2010
- 3 100 miles : 50 j 15 h 6 min 4 s aux 3100 Mile Race Self-Transcendence de New York en 2014